# Chaetabraeus granosus
Chaetabraeus granosus är en skalbaggsart som först beskrevs av Victor Ivanovitsch Motschulsky 1863.  Chaetabraeus granosus ingår i släktet Chaetabraeus och familjen stumpbaggar. Inga underarter finns listade i Catalogue of Life.